# Ján Dechet
Ján Dechet (* 28. Juni 1908 in Radošina, Österreich-Ungarn; † 10. Juni 1968 in Bratislava, Tschechoslowakei) war ein slowakischer katholischer Geistlicher. 

## Leben
Dechants Eltern waren Ignac Dechet und Júlia, geborene Vičanova. Er besuchte das Gymnasium in Nitra und studierte anschließend bis 1934 Katholische Theologie an der Universität Olmütz. 1934 wurde er zum Priester für die Apostolische Administratur Trnava geweiht. Er war an mehreren Orten als Seelsorger tätig. In den Jahren 1937–1939 war er Präfekt des Priesterseminars in Bratislava. Im Anschluss war er in Senohrad, Bzovík und Ivanka pri Dunaji tätig.
Nach der kommunistischen Machtübernahme im Februar 1948 wurde er Mitglied des Aktionskomitees der Slowakischen Nationalen Front in Ivanka pri Dunaji und später Vorsitzender des Diözesanen Friedenskomitees des Katholischen Klerus. 1949 war er Mitbegründer der sotzv. Katolícku akciu, die die damaligen Bischöfe in einem Hirtenbrief scharf als schismatisch verurteilten. Er galt als Kollaborateur der Kommunistischen Partei in ihrem Kampf gegen die Katholische Kirche.
Als der Bischofssitz in Banská Bystrica nach dem Tod des Bischofs Andrej Škrábik sedivakant wurde, erkannte der Staat den gültig gewählten Kapitularvikar Daniel Briedoň nicht an. Sie zwangen ihn zur Abdankung, und am 13. Februar 1950 ernannte das Slowakische Amt für Kirchenangelegenheiten Dechet zum Verwalter der Diözese. Dechet wurde Anfang 1951 auf Druck des Regimes offiziell zum Kapitelvikar gewählt. Die bischöflichen Aufgaben nahm Eduard Nécsey von Nitra wahr. Da die Vorschriften des Kirchenrechts nicht eingehalten wurden, exkommunizierte der Heilige Stuhl Ján Dechet am 18. Februar 1950, „weil er es wagte, von den Laienbehörden das Amt des Administrators der vakanten Bistums Banská Bystrica anzunehmen“. Diese Exkommunikation wurde vom Apostolischen Administrator von Trnava, Ambróz Lazík, der 1950 vom Heiligen Stuhl außerordentlicher Vollmachten erhalten hatte, aufgehoben. Die Bedingung für die Aufhebung der Exkommunikation war der Rücktritt Dechets vom Amt des Administrators. Dieser kam jedoch nie zustande. 
1955 verlieh ihm das kommunistische Regime eine hohe staatliche Auszeichnung – den Orden der Republik.
Als Anfang 1968 die „schützende Hand“ des Regimes nachließ, wuchs die Opposition gegen Dechet so stark, dass er die Diözese im März 1968 verließ und nach Bratislava zog, wo er im Juni desselben Jahres starb.